# Syllabe castillane
Cette page contient des caractères spéciaux ou non latins. S’ils s’affichent mal (▯, ?, etc.), consultez la page d’aide Unicode.
Cette analyse de la syllabe castillane permet d'illustrer les questions de contraintes syllabiques appliquées à une langue précise, ici le castillan.

## Structure de la syllabe
La structure syllabique espagnole ne correspond pas à celle du français :
| Syllabe castillane | Syllabe castillane | Syllabe castillane |            | Syllabe française | Syllabe française | Syllabe française |
| Attaque            | Rime               | Rime               | Attaque    | Rime              | Rime              |                   |
| Attaque            | Noyau              | Coda               | Attaque    | Noyau             | Coda              |                   |
| Ø ou C(R)          | V                  | Ø ou C(s)          | Ø ou (CC)C | V                 | Ø ou C(CCC)       |                   |

Légende : /Ø/ = rien ; /C/ = tout type de consonnes ; /R/ = tout type de liquides ; /V/ = tout type de voyelles ; /s/ = la consonne /s/ ; les éléments entre parenthèses sont optionnels.
La syllabe castillane offre moins de possibilités consonantiques pour l'attaque et la coda, mais possède des diphtongues et des triphtongues, au contraire du français, ce qui implique un découpage syllabique radicalement différent. À titre indicatif, la syllabique théorique maximale en français vaut /CCCVCCCC/, sans que l'attaque et la coda la plus lourde ne puissent être réunies : strict /CCCVCC/, dextre /CVCCCC/.

## Consonnes

### Attaque /C(R)/
À moins d'être nulle, l'attaque syllabique ne peut être qu'une seule consonne ou une consonne suivie d'une liquide, /l/ ou /r/ ; les groupes autorisés sont les suivants :
- occlusive + liquide

| /pr, pl/ | /br, bl/ | /tr, Ø/ | /dr, dl/ | /kr, kl/ | /gr, gl/ |

Exemples : transcrito /trans.'kri.to/ « transcrit », gran /gran/ « grand », etc.
N. B. : la tranche */tl/ n'est pas possible en attaque (notation par /Ø/ : « ensemble vide »).
- Fricative labio-dentale + liquide

/fr, fl/
Exemples : franqueza /fraŋ.'ke.θa/ « franchise », flor /flor/ « fleur », etc.
N. B. : l'absence de phonème /v/ en castillan interdit évidemment les groupes /vr/ et /vl/.
L'impossibilité d'avoir en castillan une attaque autre que /C/ ou /CR/ — et encore toutes les possibilités ne sont pas réalisées dans ce dernier cas de figure — explique que des mots comme Tlön ou stop soient impossibles. Ils seraient remplacés respectivement par Telön (anaptyxe) et estop (prosthèse). Le découpage syllabique doit en tenir compte : Atlántico vaut /at.'lan.ti.ko/ et non */a.'tlan.ti.co/ « Atlantique ».

### Coda /C(s)/
À moins d'être nulle, elle peut être représentée par une seule consonne, ou une sonante /n/ ou /r/ suivie d'un /s/, soient /ns/ ou /rs/. Aussi est-il possible de trouver une consonne /k/ suivie d'un /s/ avec la graphie x.
Exemples : transcrito /trans.'kri.to/ « transcrit », constitución /kons.ti.tu.'θion/ « constitution », perspicaz /pers.pi.'kaθ/ « perspicace », extremo /eks.'tre.mo/ « extrême », etc., et non */tran.'skri.to/, etc., en vertu de la structure de l'attaque.

### Problèmes de graphie
Le castillan utilise à l'écrit quatre consonnes géminées dont il convient d'analyser le poids. Deux ne sont que des digrammes ne représentant qu'une seule consonne chacun : rr (écrit r en début de mot) valant /rː/ réalisé [r] (vibrante roulée apico-alvéolaire ; le /r/ simple est une battue, [ɾ] : les deux phonèmes s'opposant par le nombre de battements, c'est phonologiquement une opposition de quantité) et ll valant /ʎ/. Ainsi, un découpage syllabique ne doit pas considérer ces deux digrammes comme des suites de consonnes, mais comme des consonnes simples : perro /'pe.rːo/ « chien », calle /'ca.ʎe/ « rue », raro /'rːa.ro/ « étrange ».
Enfin, les deux autres géminées, à savoir cc et nn, notent chacune deux consonnes : /kθ/ dans le premier cas, /nn/ dans le second (et non /nː/, qui n'existe pas dans la langue). Il convient donc d'appliquer les règles générales pour savoir comment couper : accidente /ak.θi.'den.te/ « accident », perenne /pe.'ren.ne/ « pérenne », etc.
Évidemment, le digramme ch ne compte que pour une seule consonne, soit /č/ : chupar /ču.'par/ « sucer », et la lettre double x pour deux consonnes, /ks/, à l'intervocalique, comme dans éxito /'ek.si.to/ « réussite », mais optionnellement une seule, /s/,  devant une autre consonne : explicar /es.pli.'kar/ ou /eks.pli.'kar/ « expliquer ».

## Noyau vocalique
Le castillan, au contraire du français, utilise, outre les simples, des diphtongues et des triphtongues, qui ne constituent qu'une seule entité vocalique. Il convient donc de bien différencier les diphtongues et triphtongues —  monosyllabiques — des cas d'hiatus, formant de fait deux ou trois syllabes. Les rencontres de voyelles se modélisent ainsi (la graphie adoptée suit la marche suivante : seul le timbre cible formant sommet n'est pas en exposant) :
- voyelles faibles /i/ et /u/ : ces deux voyelles étant susceptibles de se spirantiser en /j/ et /w/, leur rencontre forme une diphtongue monosyllabique dont le sommet est le deuxième timbre : ruido /'rːʷi.do/ « bruit », ciudad /θʲu.'dad/ « ville », etc. ;

- une voyelle forte /a/, /e/, ou /o/ et une voyelle faible (quel que soit l'ordre) : leur rencontre forme une diphtongue dont le sommet est toujours le timbre de la voyelle forte ; ainsi guapo /'gʷa.po/ « beau », caliente /ka.'lʲen.te/ « chaud », austero /aʷs.'te.ro/ « austère », lección /lek.'θʲon/ « leçon », oigo /'oʲ.go/ « j'entends », traigo /'traʲ.go/ « j'apporte », deis /deʲs/ « (que) vous donniez », etc. ;
- deux voyelles fortes : leur rencontre ne forme pas une diphtongue mais un hiatus dissyllabique ; ainsi aeropuerto /a.e.ro.'pʷer.to/ « aéroport », aéreo /a.'e.re.o/ « aérien », leer /le.'er/ « lire », etc.

Les mêmes règles s'appliquent aux triphtongues : seules les rencontres de voyelles fortes forment l'hiatus ; ainsi /ʲaʲ/, /ʲeʲ/, /ʷaʲ/ et /ʷeʲ/ forment une triphtongue monosyllabique, comme dans acentuéis /a.θen.'tʷeʲs/ « que vous accentuiez », desprestigiáis /des.pres.ti.'χʲaʲs/ « vous discréditez » mais leéis /le.'eʲs/ « vous lisez », etc.
Si la diphtongue ou la triphtongue sont détruites, comme en témoigne la présence d'un accent écrit sur la voyelle faible ou la deuxième faible, alors les voyelles se trouvent dans deux syllabes distinctes en hiatus : María /ma.'ri.a/ « Marie », decíais /de.'θi.ais/ « vous disiez », etc.